# Heterodontozaur
Heterodontozaur (Heterodontosaurus) – rodzaj dinozaura ptasiomiednicznego z rodziny heterodontozaurów (Heterodontosauridae). Żył we wczesnej jurze na terenach współczesnej południowej Afryki.

## Budowa
Heterodontozaur cechuje się swoistą budową jak na przedstawiciela ptasiomiednicznych. Jego czaszka jest wydłużona i bocznie spłaszczona, w przybliżeniu trójkątna w widoku bocznym, niewielka – o długości dochodzącej do około 12 cm, jednak masywna jak na swoje rozmiary. Wykazuje ona wiele cech wyspecjalizowanych, takich jak pneumatyzacja, powszechniej występująca u gadziomiednicznych. Jej najbardziej charakterystyczną cechą jest heterodontyczne uzębienie, od którego pochodzi nazwa rodzajowa dinozaura. Zęby cechowały się hipsodontycznymi koronami, występowały też powiększone zęby przypominające kły, mogące służyć do obrony przed drapieżnikami.

## Historia odkryć
Gatunkiem typowym rodzaju Heterodontosaurus jest H. tucki, opisany w 1962 roku przez Alfreda Cromptona i Alana Chariga na podstawie niemal kompletnej czaszki wraz z żuchwą odkrytej rok wcześniej przez Cromptona w dolnojurajskich osadach formacji Clarens w Prowincji Przylądkowej Wschodniej (wówczas warstwy te uznawano za górnotriasowe). Autorzy wymienili również szczątki szkieletu pozaczaszkowego, jednak obecnie nie wiadomo, gdzie one się znajdują. W późniejszych latach opisano kilka innych skamieniałości, w tym niemal kompletny szkielet i czaszkę osobnika młodocianego. Obecnie wraz z holotypem znane są cztery okazy Heterodontosaurus, a przynależność do tego rodzaju piątego okazu nie jest pewna.

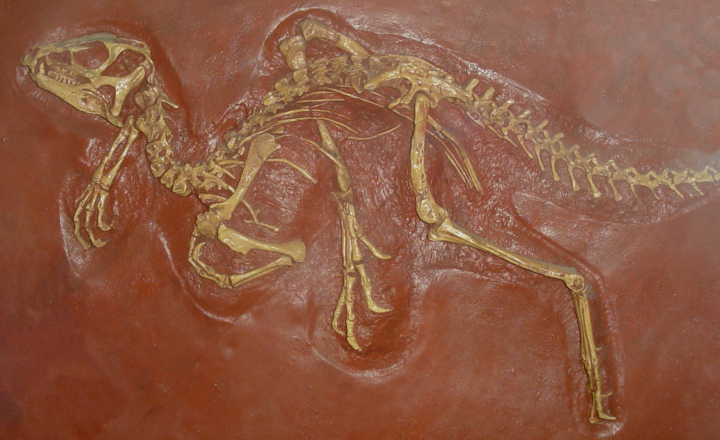
Szkielet heterodontozaura (Valley Life Sciences Building of the University of California, Berkeley)
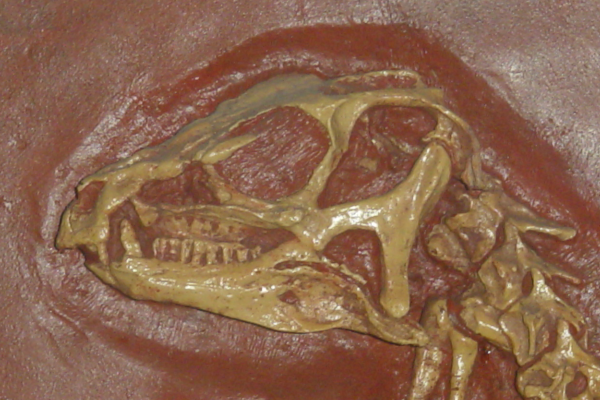
Czaszka heterodontozaura (Valley Life Sciences Building of the University of California, Berkeley)
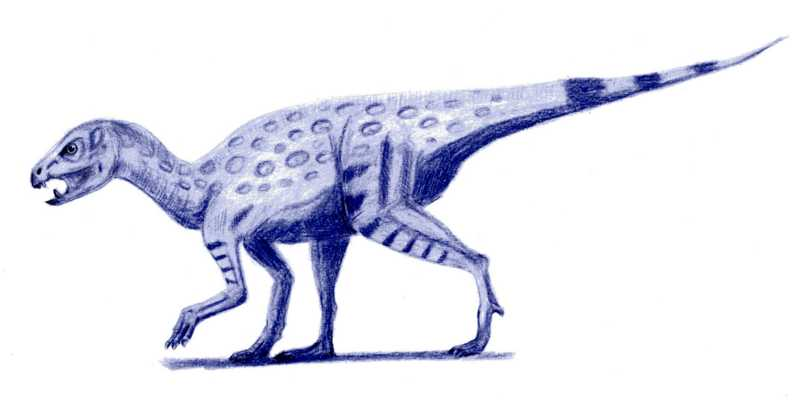
Rekonstrukcja
- Rekonstrukcja 3D